# Maurice Toussaint
Pour les articles homonymes, voir Toussaint (homonymie).
Augustin Gabriel Maurice Toussaint, né le 5 septembre 1882 à Fontenay-aux-Roses (Seine), et mort le 3 décembre 1974 à Lyon dans le 2e arrondissement de Lyon (Rhône), est un peintre, dessinateur et illustrateur français. Graphiste reconnu et fécond, il marque par son style l'entre-deux-guerres, entre autres pour ses affiches et ses couvertures de livres.
Il est le fils du peintre et graveur Henri Toussaint.

## Biographie
Né au no 10 rue du Plessis-Piquet (aujourd'hui rue Boris Vildé) à Fontenay-aux-Roses, Maurice Toussaint acquiert une solide réputation pour sa maîtrise des sujets militaires et en particulier de l'uniformologie. Il illustre notamment de nombreux ouvrages sur les armées françaises sous l'Ancien Régime, et sur les armées des Premier et Second Empire.
Élève de Cordier[Lequel ?], il expose pour la première fois au Salon des artistes français en 1903, une aquarelle, puis, régulièrement jusqu'en 1914, des sujets militaires, également sous forme d'aquarelles.
Il fait ses débuts dans le dessin de presse, pour Le Monde illustré (vers 1907).
On lui doit également des affiches publicitaires pour le cinéma, le réseau ferroviaire, le tourisme, l'Armée française.
Il illustre de très nombreuses couvertures de collections de romans historiques ou policiers, ainsi que des magazines pour adolescents comme L'As. Il est l'illustrateur attitré de collections comme « À travers l'univers » ou encore « Les Beaux Romans dramatiques »,.
Il reste actif jusque dans les années 1950.
Il habite à Paris et meurt à dans le 2e arrondissement de Lyon le 3 décembre 1974.

## Sélections d'ouvrages illustrés
- Octave Feuillet, Histoire d'une parisienne, Paris, Calmann-Lévy, 1912.
- Henryk Sienkiewicz, Le Gouffre noir, Paris, F. Nathan, collection « Aventures et voyages », 1934[6].
- Eugène Louis Bucquoy, Les Uniformes de l'armée française. Terre - Mer - Air., préface du maréchal Pétain, Paris, Les Éditions Militaires Illustrées, 1935.
- Henri Allorge, Les Rayons ensorcelés, Éditions Nathan, 1935.
- Les Alsaciens dans les corps d'élite, illustrations par Tanconville et Maurice Toussaint.
- Les Alsaciens dans la Garde Impériale.
- Napoléon  Ier et sa garde, Paris, Les Éditions Militaires Illustrées.
- Napoléon III et sa garde, Paris, Les Éditions Militaires Illustrées, 1942.
- Marcel Dupont, Cavaliers, Paris, Les Éditions du Centaure, 1943.
- Georges-Gustave Toudouze, La Vie héroïque de l'amiral Courbet, Paris, Les Éditions Militaires Illustrées, 1944.
- Michel Zévaco, Fausta vaincue, série « Les Pardaillan », no 4, Librairie Arthème Fayard, 1948.
- Jules de Grandpré, Mandrin, coll. « Le Livre Populaire », no 19 bis, Librairie Arthème Fayard, 1948.
- Lisez-moi Aventures bimensuel pour la jeunesse: 46 couvertures sur les 68 numéros parus, du no 1, 1948, au no 63, 1951.
- Xavier de Montépin, La porteuse de pain, coll. « Le Livre Populaire », no 30, Librairie Arthème Fayard, 1956.
- Raoul Guillaume, Napoléon raconté à tous les enfants, Éditions Nathan, 1972.

## Affiches
Maurice Toussaint est l'auteur de plus d'une centaine d'affiches, dont :
- Verdun - Compagnie des chemins de fer de l'Est[7], 1919.
- Bruxelles - 7e Foire commerciale, 1926.
- La Merveilleuse Vie de Jeanne d'Arc, fille de Lorraine, film réalisé par Marco de Gastyne, sorti en 1929.
- Pour la défense de l'Empire - Engagez-vous, Impr. Reboul, [1939].